# Бойзевейн-Мортон
Бойзевейн-Мортон (англ. Boissevain-Morton) — муніципалітет в Канаді, у провінції Манітоба.

## Населення
За даними перепису 2016 року, муніципалітет нараховував 2353 особи, показавши зростання на 3,7%, порівняно з 2011-м роком. Середня густина населення становила 2,2 осіб/км².
З офіційних мов обидвома одночасно володіли 30 жителів, тільки англійською — 2 290, а 5 — жодною з них. Усього 155 осіб вважали рідною мовою не одну з офіційних, з них 5 — українську.
Працездатне населення становило 65,3% усього населення, рівень безробіття — 4,5% (4,4% серед чоловіків та 3,7% серед жінок). 78% осіб були найманими працівниками, а 21,6% — самозайнятими.
Середній дохід на особу становив $53 383 (медіана $33 792), при цьому для чоловіків — $73 892, а для жінок $32 503 (медіани — $41 643 та $26 752 відповідно).
30,1% мешканців мали закінчену шкільну освіту, не мали закінченої шкільної освіти — 21,3%, 48,3% мали післяшкільну освіту, з яких 26% мали диплом бакалавра, або вищий.
| Статево-вікова структура населення | Статево-вікова структура населення | Статево-вікова структура населення | Статево-вікова структура населення | Статево-вікова структура населення |
| ---------------------------------- | ---------------------------------- | ---------------------------------- | ---------------------------------- | ---------------------------------- |
|                                    |                                    |                                    |                                    |                                    |
| Всього                             | Всього                             | 50,3%49,7%                         |                                    |                                    |
| 0 — 14 років                       | 0 — 14 років                       |                                    | 18,1%                              | 18,1%                              |
| 15 — 64 років                      | 15 — 64 років                      |                                    | 58%                                | 58%                                |
| 65 і більше                        | 65 і більше                        |                                    | 23,9%                              | 23,9%                              |
| 85 і більше                        | 85 і більше                        |                                    | 5,1%                               | 5,1%                               |
| Середній вік (років)               | Середній вік (років)               | 42,645,0                           | 43,8                               | 43,8                               |
| Медіана (років)                    | Медіана (років)                    | 42,746,3                           | 44,6                               | 44,6                               |
| — чоловіки — жінки                 |                                    |                                    |                                    |                                    |

| Походження мешканців:     | Походження мешканців:     | Походження мешканців: | Походження мешканців: | Походження мешканців: |
| ------------------------- | ------------------------- | --------------------- | --------------------- | --------------------- |
| Походження                |                           |                       | осіб                  | %                     |
| Корінні американці        | Корінні американці        |                       | 180                   | 7.91%                 |
| Інше північноамериканське | Інше північноамериканське |                       | 750                   | 32.97%                |
| Європейське               | Європейське               |                       | 1 830                 | 80.44%                |
| британське                | британське                |                       | 1 230                 | 54.07%                |
| французьке                | французьке                |                       | 170                   | 7.47%                 |
| українське                | українське                |                       | 195                   | 8.57%                 |
| Африканське               | Африканське               |                       | 45                    | 1.98%                 |
| Азійське                  | Азійське                  |                       | 30                    | 1.32%                 |

| Зайнятість населення за галузями (за класифікацією NOC): | Зайнятість населення за галузями (за класифікацією NOC): | Зайнятість населення за галузями (за класифікацією NOC): | Зайнятість населення за галузями (за класифікацією NOC): | Зайнятість населення за галузями (за класифікацією NOC): |
| -------------------------------------------------------- | -------------------------------------------------------- | -------------------------------------------------------- | -------------------------------------------------------- | -------------------------------------------------------- |
|                                                          |                                                          |                                                          |                                                          |                                                          |
| Управління                                               | Управління                                               |                                                          | 16,4%                                                    | 16,4%                                                    |
| Бізнес, фінанси та адміністрування                       | Бізнес, фінанси та адміністрування                       |                                                          | 14,3%                                                    | 14,3%                                                    |
| Природничі та прикладні науки                            | Природничі та прикладні науки                            |                                                          | 4,1%                                                     | 4,1%                                                     |
| Охорона здоров'я                                         | Охорона здоров'я                                         |                                                          | 10,2%                                                    | 10,2%                                                    |
| Освіта, правозахист, муніципальні та урядові служби      | Освіта, правозахист, муніципальні та урядові служби      |                                                          | 7,8%                                                     | 7,8%                                                     |
| Мистецтво, культура, відпочинок та спорт                 | Мистецтво, культура, відпочинок та спорт                 |                                                          | 2,5%                                                     | 2,5%                                                     |
| Роздрібна торгівля та послуги                            | Роздрібна торгівля та послуги                            |                                                          | 15,6%                                                    | 15,6%                                                    |
| Гуртова торгівля, транспорт та обладнання                | Гуртова торгівля, транспорт та обладнання                |                                                          | 18,9%                                                    | 18,9%                                                    |
| Природні ресурси, сільське господарство                  | Природні ресурси, сільське господарство                  |                                                          | 8,6%                                                     | 8,6%                                                     |
| Виробництво                                              | Виробництво                                              |                                                          | 1,2%                                                     | 1,2%                                                     |

## Клімат
Середня річна температура становить 2,8°C, середня максимальна – 23,3°C, а середня мінімальна – -23,2°C. Середня річна кількість опадів – 523 мм.
| Клімат поселення                              | Клімат поселення | Клімат поселення | Клімат поселення | Клімат поселення | Клімат поселення | Клімат поселення | Клімат поселення | Клімат поселення | Клімат поселення | Клімат поселення | Клімат поселення | Клімат поселення | Клімат поселення |
| Показник                                      | Січ.             | Лют.             | Бер.             | Квіт.            | Трав.            | Черв.            | Лип.             | Серп.            | Вер.             | Жовт.            | Лист.            | Груд.            |                  |
| Середній максимум, °C                         | −9,78            | −5,82            | 0,74             | 10,30            | 18,05            | 23,14            | 23,31            | 22,90            | 17,44            | 10,28            | 0,30             | −8               |                  |
| Середня температура, °C                       | −16,49           | −12,52           | −5,94            | 3,60             | 11,35            | 16,42            | 18,50            | 18,10            | 12,62            | 5,47             | −4,51            | −12,8            |                  |
| Середній мінімум, °C                          | −23,18           | −19,22           | −12,66           | −3,08            | 4,66             | 9,72             | 13,66            | 13,26            | 7,80             | 0,64             | −9,37            | −17,66           |                  |
| Норма опадів, мм                              | 21               | 18               | 25               | 28               | 62               | 89               | 79               | 66               | 44               | 41               | 27               | 23               |                  |
| Середньомісячна швидкість вітру, м/с          | 4.50             | 4.40             | 4.52             | 4.70             | 4.90             | 4.30             | 3.70             | 3.80             | 4.20             | 4.53             | 4.48             | 4.40             |                  |
| Середньомісячна сонячна радіація, кДж/м²·день | 4278             | 7679             | 12785            | 17071            | 20174            | 21423            | 22190            | 18967            | 13368            | 8179             | 4430             | 3370             |                  |
| --------------------------------------------- | ---------------- | ---------------- | ---------------- | ---------------- | ---------------- | ---------------- | ---------------- | ---------------- | ---------------- | ---------------- | ---------------- | ---------------- | ---------------- |
| Джерело:                                      |                  |                  |                  |                  |                  |                  |                  |                  |                  |                  |                  |                  |                  |